# Maître Gims
Gandhi Bilel Djuna (* 6. květen 1986, Kinshasa), profesionálně známý jako Maître Gims nebo jen Gims, je konžský a francouzský rapper,  zpěvák, producent a skladatel narozený v Demokratické republice Kongo. Je bývalým členem hip-hopové skupiny Sexion d'Assaut. Od roku 2013 pokračuje jako sólista. 

## Život
Gandhi Djuna pochází z hudebnické rodiny, má dva mladší bratry, Dadju a Bedjika, dva starší bratry, Satyho a Afiho, a mladší sestru Fitschu. Jeho otec, Djuna Djanana, byl známým konžským hudebníkem. V té době v Kongu (tehdejší Zair) vládl diktátor Mobutu, s nímž měl jeho otec blízký vztah (společně s ostatními známými hudebníky té doby zpíval v jejich domě jeho ženě Bobi Ladawě písně k narozeninám). V roce 1988 bylo Kongo (tehdejší Zair) v krizi a situace Djuny Djanany a jeho rodiny se zkomplikovala. Dle jeho slov: „Lidé trpěli, protože Mobutu se úplně změnil. A pak jsem vydal písničku proti jeho režimu. Proto jsem utekl ze země. Nechtěl jsem se dostat do vězení.“

### Emigrace do Francie
Gandhi se narodil v Kongu v roce 1986 a později, když mu byly dva roky, emigroval do Francie se svojí mladší sestrou Fitschou. Dle jeho slov: „Dorazili jsme do Francie a bylo to dobrodružství. Nejdřív si můžeš dovolit hotel, ale pak ti dojdou peníze. Nemáš práci, doklady, nic. Bylo to dobrodružství. […] Máma o tom všem hrozně nerada mluví. Táta taky, takže… Ale vím, že to byla otázka života a smrti.“ Prvním domovem mu byl dům v Paris Rue-Notre-Dame-de-Nazareth 3n.Arr č. 61. Nebyla tam ani sprcha a musel se tak umývat v kbelíku. Později za nimi dojeli jejich starší bratři Saty a Afi a všichni šli společně do dětského domova. Gims se nechal slyšet: „Byli jsme tam celý týden a o víkendu za námi jezdili rodiče. […] Všichni jsme jedli společně. Povídali nám pohádky. Někdy jsme koukali na filmy. Poprvé jsem tam viděl E.T. Mimozemšťana. […] Objevil jsem spoustu věcí. Michaela Jacksona. A tak začal můj život ve Francii.“ Jeho bratr Afi o životě v dětském domově řekl: „Bělochy jsme vídali i dřív, ale ne tolik. Tam jsme žili s bělochy. Byli jsme prakticky jediní černoši. … Naučili jsme se francouzsky. Chodili jsme do školy. Naučili jsme se spoustu věcí, které jsme v Africe neznali.“ Když byly Gimsovi 4 roky, z dětského domova odešel. Rodina se přestěhovala do Ivry-Sur Seine, pak odtud byla vyhoštěna. Roku 1995 se jeho rodiče rozešli a Gims zůstal s mladším bratrem Bedjikem a dvěma mladšími sestrami. Na základní škole ve 4. třídě hrál ve své první hře Měšťák šlechticem. Když od publika dostal potlesk, ohromil ho, zalíbilo se mu to, a zjistil, že by v tom chtěl pokračovat.

### Život na ulici
Po dobu několika let neměl domov, vyrůstal s drogově závislými ve squatech, spal v metru nebo také u kamarádů. Jednoho dne došlo k zásahu policie, což způsobilo rozpad rodiny a Gims přestal chodit do školy. Stal se z něj čistokrevný kluk z ulice.
Po vystudování střední školy šel studovat grafické umění a komunikaci na vysokou školu. Zde se také seznámil se členy skupiny Sexion d'Assaut a začal se o rap a hip hop zajímat. Pracoval také jako pošťák na částečný úvazek. Také rád kreslí, čemuž se naučil na umělecké škole. Říká, že když kreslí, přijde si svobodný, a kdyby to bylo pouze na něm, tak by nezpíval, ale kreslil. Je to pro něj jakýsi útěk od reality.
Se skupinou také nahrál první album s názvem Coup 2 pression. Zvolil si svou přezdívku Maître Gims, pod kterou vystupuje i v současnosti jakožto sólový interpret.

## Image
Lidé poznají Maîtra Gimse hlavně díky jeho slunečním brýlím. Mužem v brýlích se stal za jedné noci, kdy dělal freestyle a video nahrál na web. Nebylo tam jeho jméno, takže nikdo nevěděl, o koho se jedná. Začali mu říkat „chlap v brýlích”.
Jeho rodina o něm tvrdí, že bez brýlí se jedná o někoho jiného. Bez nich je skromným člověkem, když však bere do rukou brýle, stává se někým jiným. Tyto jeho dvě identity se však neobejdou jedna bez druhé. Gims s brýlemi a bez nich tvoří jednu osobu.
Na koncertech často nosí koženou bundu s plameny, nebo ostrými hroty.

## Začátky v Sexion d’Assaut
Gims roku 2001 společně s přáteli Lefou, Maskou a Adamou založil skupinu Sexion d’Assaut. Několik let prováděli na ulici freestyling. Měli stejný pohled na svět, takže jejich tvorba se jim tvořila snadno.
Mezi lety 2010—2012 se skupina dostala na vrchol své kariéry. Byli nejznámější evropskou rapovou skupinou té doby. Prodali přes milion alb, rapu dali nový impulz a tvořili tak nové dějiny. Jako první uměli psát hity a bavilo je to. Během roku se stali legendární skupinou. Francouzský rap totiž většinou jen kopíruje ten americký.
V té době se Gims zpívat bál. Zpěv byl u raperů považován za něco jemnějšího – ženského. Nakonec se ale odvážil a zvolil rockový styl zpěvu. Zpočátku podceňoval své pěvecké schopnosti, ale brzy si uvědomil, že má ve srovnání s ostatními ve svém hlase obrovskou sílu, a proto se tak prosadil.
Novinkou, jež Sexion d’Assaut vynalezli, byl rap se zpívanými refrény. Například skladba „Désolé” v americkém rapu nemá obdoby. Navíc tak dokázali vzbudit zájem u lidí, kteří se o rap nijak nezajímali.

## Tvorba
Inspiraci hledá všude. Melodii je schopen vytvořit přes zvuk nastartování Mercedesu až po znělku seriálu „Mladí a nemocní”. Co se textů týče, píše si je sám. Když ho zrovna nic nenapadá, čeká na inspiraci a svoji tvorbu tak vnímá jako něco, co ho přesahuje.
Většímu svých textů píše instinktivně, umí si hrát s melodií a problém nemá ani s ubíráním a přidáváním na rychlosti. Skladbu  „Loup garou” nahrál ve studiu za 45 minut a většinu textu dopsal až během nahrávání.
Svůj styl si našel dost brzy a mohl se tak dále rozvíjet. Vždy se snaží o to, aby měl ve svém projektu 2/3 rapové skladby a neustále sleduje, co se děje. Mít přehled je podle něho základ.

## Kariéra
Gims svou kariéru vybudoval od nuly. Od chlapce z ulice se dostal až na první příčky žebříčku francouzské hudby. Jeho nejhranější písní v České republice je skladba „Est-ce que tu m'aimes?“.

### Stade de France
28. září 2019 se Gimsovi podařilo (bez nějakých 18 lístků) jako prvnímu zpěvákovi vyprodat celý Stade de France. Nepochybně se tím zapsal do dějin a v roce 2019 to byl vrchol jeho kariéry, neboť to on i lidé okolo něj vnímali jako mezník pouliční hudby. Dělal to pro celou Francii, Afriku i Kongo.

## Gims a náboženství
Maître Gims byl původně křesťan, ale roku 2004, kdy byl ještě na škole, konvertoval k islámu. Důvod dvé konverze popisuje jako něco, co v sobě cítí, co je hodně osobní a hodně duchovní. Během doby, kdy užíval omamné látky, si pokládal základní otázky života. Když konvertoval, přestal mít chuť pít a kouřit, a díky tomu přestal. Se skupinou Sexion d'Assaut během Ramadánu nepracovali, jelikož se jedná o duchovní měsíc, tudíž nevydávali reklamy, rozhovory a tak podobně. I ve své sólo kariéře Gims v době Ramadánu nepracuje a plní roli otce; je to jediná možná doba, kdy může uniknout showbyznysu a naplno se věnovat svojí rodině.
Když přijal toto náboženství, byl otevřený jakémukoliv guruovi. V roce 2005 vstoupil do islamistické sekty Tablighi Jamaat, kde ho nutili, aby ukončil kariéru, ale Gims změnil názor a ze sekty odešel.
Dne 16. 12. 2018 byli v Maroku zavražděni dva skandinávští turisté, jejichž vrahové byli údajně napojeni na ISIS. O týden později stál Gims v Marrákeši na pódiu, kde se veřejně k této události vyjádřil a odsoudil ji, že mu tento čin nepřipadá hoden islámského charakteru, a že se s ním neztotožňuje. Doložil to slovy: „Jsem muslim a nemám s tím co dělat.“

## Gims o rasismu
V rozhovoru z prosince 2022 pro dokumentární stanici Marqué Gims uvedl: „Nikdo si nevybral, s jakou barvou [kůže] se narodil. Neprobudil jsem se v břiše své matky a nezmáčknul tlačítko a nevybral si černou barvu. Nevybral jsem si žádnou barvu. Jak můžete vinit někoho, kdo si nevybral? Lidi obecně vnímáme podle činů, které dělají, podle rozhodnutí, která dělají. Ale ne podle něčeho, co si nevybrali, něčeho, co nemohou ovlivnit. Takto se rodíme. Rasismus je pro mě jedna z největších nespravedlností. […] Ano, musel jsem trpět rasismus. A co je šokující je to, že vtipy [o rasismu], které jsme dělali, děláme dodnes. Vtipy o opici, o makakovi, dnes to pořád říkáme. […] Ne, neřekl bych, že je Francie rasistickou zemí. Nemůžu to říct, protože to by odsoudilo nevinné. Odsoudilo by to lidi, kteří takoví nejsou. […] Naučil jsem se ve Francii hodně, ve Francii jsem strávil své nejlepší chvilky."

## Gims a charita
I přesto, že Gims pochází z Kinshasu, od malička vyrůstal ve Francii. Svou rodnou zemi „objevil“ dost pozdě, a to až na koncertě se Sexion d’Assaut, což bylo poprvé, co se do ní vrátil, a to teprve před pár lety. Návrat do rodné země byl pro Gimse velký šok. 
V září roku 2017 se poprvé vrací do čtvrti Yolo, kde žil jako dítě. Dle jeho slov: „Vrátit se byla výzva. Byl to risk. A udělalo to na mě velký dojem. Na Kinshasu z dětství si vzpomínám jen v záblescích. Ani nevím jistě, jestli to jsou sny nebo zvuky. Nevím.“ Místní obyvatelé pro něj vymysleli vlastní píseň, kterou ho přivítali. Během své návštěvy byl rozpačitý a nejistý, některé chvíle se zdály být trapné. 
Dne 16. září téhož roku uspořádal koncert na stadionu klubu Sharks Kinshasa; jednalo se o jeho první sólový koncert v Kongu. Během tohoto koncertu měl na sobě konžskou vlajku. Gims zpíval o životě chudých lidí a dával jim tak naději, zároveň se jim snažil nejen nabízet sny, ale i podávat pomocnou ruku. Dokladem toho je např. píseň „J'reste debout“ (Pořád stojím) či skladba, v níž oslavoval hrdost Konga a celé Afriky; „Sapés comme jamais“ (V parádních hadrech). V této písni zpíval o životním stylu, jmenoval značky, trochu se předváděl, zapojoval ngalštinu a zpíval o oblečení, jež je součástí konžské kultury. Toto pro Kongo znamenalo velké gesto, protože tím vyznamenal nejen konžský lid, ale i celou zemi.
V roce 2020 navrhl hodinky pro luxusní hodinářskou značku ve prospěch UNICEF a veškeré finance putovaly organizaci, nikoli Gimsovi.

### Les Enfoirés
Jedná se o jméno pro zpěváky a účinkující na každoročním koncertu pro Restaurants du Coeur. Společnost byla založena roku 1986 a první koncert se odehrál o tři roky později. Maître Gims je jedním z účinkujících, ale pro rok 2023 svoji účast odmítnul. 

## Gimsovy myšlenky
„Můžu mluvit o chudobě, protože jsem ji sám zažil. Můžu mluvit o bohatství, protože teď jsem bohatý.”
„Většina mě zná díky hitům, ale rappeři vědí, odkud pocházím.”
„Je jedno, pokud tě hrají v rádiu. Když máš své publikum, dokázal jsi to.”
„Musíš se přizpůsobit, upravit song. Musí tě to přesahovat. Jakmile tě to přesahuje, máš to!”
„Nejtěžší je najít si vlastní styl, vlastní osobnost, své opravdové já.”
„Hudba se mění, musíš poslouchat novinky, a hlavně dělat, co máš rád.”
„Úspěch musíš zvládnout. Úspěch se totiž netýká jen tebe. Ovlivňuje tvou rodinu a všechny kolem. Je to byznys poprášený třpytkami fantazie, ale je to nemilosrdný svět. Pálí v něm ostrými. Máš tu herce. Máš postavy. Já jsem taky postava. Pravdou je, že se neznáme. Showbyznys tě může zničit. Můžeš skončit v blázinci. Můžeš o všechno přijít. Jsi-li moc citově založený, může to být nebezpečné. [… ] Když získáš smlouvu s labelem, vítají tě potleskem, teče šampaňské a tak. Ale když se album neprodává, pošlou ti e-mail: „Rušíme ti smlouvu, čau! Ale za pár dní se sejdeme na brunchi!“ To je ten zatracenej showbyznys. Musíš si natvrdo říct, že přátelství půjde stranou.“
„Lidi se s tebou chtějí vyfotit. Už se necítíš jako člověk. Necítíš se jako lidská bytost. Jsi v kleci a lidi tě pozorují a točí si tě. Slyšíš, jak si šeptají. Ale to je součást hry. Beru to. […] Musíš vstoupit do role. Možná ti je smutno, přišla ti špatná zpráva nebo tak, ale ne! Patříš lidem. A jestli chtějí fotku, vyfotíš se. Když ne… jsi hajzl.”
„Rád vyhrávám. Mám rád vítězství. Lidi, kteří tvrdí něco jiného, jsou zatrpklí nebo nikdy nevyhráli, proto říkají: „Na vítězství nezáleží.“ A tak dále. Puristi! Nemám rád puristy.“

## Co si myslí o Gimsovi ostatní
„Jako umělec pokořil mnoho rekordů. Je to největší milovník hudby. Je to nejlepší hitmaker. Díky svým slavným slunečním brýlím je nepřehlédnutelný. Brýle mu pomohly vytvořit si postavu.“ – Saïd Boussif (Gimsův manažer)
„Nepouští showbyznys do svého skutečného života. Neprojde den, kdy by GIMS nedělal vtípky a nesmál se. Takový je. Vtipkuje, dělá si legraci ze sebe, směje se s lidmi. Ale jako GIMS, když nasadí brýle, je někdo jiný. Nasadit si brýle je jako obléknout si uniformu. Srdce nechá doma a jde do práce.“ – Dadju (Gimsův mladší bratr)
„Překvapuje mě, že jeho image ve Francii tak funguje. Rád se předvádí. Na instagramu vidíte, že má spoustu peněz. Ukáže to. Létá soukromým tryskáčem. Nosí hadry, co stojí víc než můj dům. Je úspěšný muž, což je skvělé, ale Francouzům tohle většinou nic moc neříká. Francie má ráda Zidana, který se nepředvádí, nemluví, je plachý a rezervovaný. To je francouzská hvězda! Takže jsem překvapený, protože má spoustu věcí, které lidem obvykle vadí, ale oni ho milují.“ – Mehdi Maïzi (žurnalista)

## Diskografie

### Sólo
- Subliminal (2013)
- Mon cœur avait raison (2015)
- Ceinture noire (2018)
- Le fléau (2020)
- Les dernières volontés de Mozart (2022)
- Le Nord se souvient (2024)

### Se Sexion d'Assaut
- L'Écrasement de tête (2009)
- L'École des points vitaux (2010)
- L'Apogée (2012)